# Richard Hieb
Richard James Hieb (Jamestown, 21 settembre 1955) è un ex astronauta statunitense. Ha partecipato a tre missioni spaziali Shuttle (STS-39, STS-49 e STS-65) come specialista di missione.